# 陈莲峰墓
陈莲峰墓，位于中国广东省东莞市东莞市虎门镇金洲村，为东莞市的一个市、县级文物保护单位，类型为古墓葬，公布时间为1989年1月7日。
陈莲峰墓的历史年代为明代。